# Dálnice M35 (Maďarsko)
Dálnice M35 v Maďarsku tvoří spojnici dálnic dálnici M3 a dálnici M4. Nachází se na severovýchodě země, v župě Hajdú-Bihar.
Dálnice měří 68.8 km, první část byla zprovozněna v prosinci 2006 v úseku mezi Debrecínem a dálnicí M3 (část vedoucí Debrecínem však funguje již od března téhož roku). Díky ní se jízdní doba z Debrecína do maďarské metropole zkrátila na méně než dvě hodiny. V roce 2017 a 2018 byly otevřeny zbývající kilometry a dálnice se tak napojila na M4 vedoucí na maďarsko-rumunské hranice. 